# Karl Lampelmayer
Karl Lampelmayer (* 1882; Todesdatum nicht überliefert) war ein österreichischer Sprinter, Weit- und Dreispringer.
Bei den Olympischen Zwischenspielen 1906 in Athen schied er über 100 und 400 Meter im Vorlauf aus. Im Weitsprung kam er auf den 23. Platz, im Dreisprung gelang ihm kein gültiger Versuch.
Seine persönliche Bestleistung im Weitsprung von 6,49 m stellte er am 28. Juni 1908 in Wien auf.